# タロー (ラジオDJ)
タローは日本のラジオパーソナリティ・タレント・番組プロデューサー・スポーツジャーナリストである。広島県出身。フリー

## 来歴・人物
スポーツジャーナリスト・番組ディレクター・プロデューサーとしてプロ野球・サッカー・ラグビー・箱根駅伝・東京マラソン・オリンピック競技などの取材を幅広く手がける。
工藤健作著『Jリーグ崩壊』に書かれている主人公の若い記者役はタローのことだといわれている。
番組リポーターとしてスポーツ番組やワイド番組など、数々のジャンルに出演。1991年の岩間健二郎の今夜もスポーツ気分の中ではプロトーナメントの岩間健二郎のキャディとして初挑戦リポートなども行う。また若林健二のスポコンの中で花のお地蔵様軍団にんを結成し、ヴェルディ主催のフットサル大会や白馬のスノボー大会に出場している。
1998年ラジオ日本の小倉淳のモーニングキックオフでスポーツジャーナリストとして毎週月曜日レギュラー出演・その後読売ジャイアンツ宮崎キャンプリポートや2003年の阪神タイガース優勝の模様などもリポート。2004年に長嶋茂雄が脳梗塞で倒れた際には、慈恵医大病院の前から緊急リポートなども行っている。
またバラエティ-番組山田とおる商店の中では東京マンゾクニュースとのタイアップ企画で花の大江戸八百八町のコーナーでマンゾク・タローとして風俗リポーターをこなす
その後ナタイスポーツとコラボレーションした際、マンゾクが取れて現在のタローに定着した
ラジオパーソナリティとしてラジオ日本で2007年10月から放送した『大人の深夜大学』では番組内の仮想大学・麻布台大学の学長役で出演。学長とともに週替わりの講師が麻布台大学の学生たちに講義を行うという内容の番組だった。2008年10月には『ラジズレ　オヤジの常識』で世代間の様々なずれを検証する番組としてメインパーソナリティーを務める。2010年7月からは『ラジズレ東京タワー333』として東京タワー高さ150メートルの大展望台で毎回公開収録を行った。当時スポーツ報知の関東版で、コラボレーション企画としてラジオ番組のラジズレ東京タワー333が毎週掲載されていた。
最近では『みんなで呼ぼう2020東京オリンピック』などのメインパーソナリティとして活躍！ 2013年9月以降ビジュアル系バンドとのコラボレーション企画でラジオ・東京タワー・インターネットなどで活躍している。
番組ディレクター・プロデューサーとしては『ラジオ日本　東京マラソン実況中継』・『ラジオ日本　東京箱根間往復大学駅伝競走実況中継』、また1996年3月のラジオ全国36局ネットのWBC世界フェザー級タイトルマッチなども手掛けている。主な制作番組には『松井秀喜のゴジラの足音』・『Jリーグワールド』・『ヴェルディクラブ』・『岩間建二郎のサウンドドライバー』・『中畑清の世の中なんでもクエスチョン』・『松永二三男の夕ラジ』など数々の番組を制作。　
現在は元フォーリーブスの江木俊夫、あいざき進也、元読売ジャイアンツの柴田勲の3人で繰り広げる「昭和の仲間たち」が集うトークバラエティー番組『トシ坊の歌とゴルフと仲間たち』・『ラジオ日本ジャイアンツナイター』なども幅広く手がけている。

## 出演作品

### ラジオ
- 大人の深夜大学（ラジオ日本）2007年10月 - 2008年3月
- ラジズレ オヤジの常識（ラジオ日本）2008年10月 - 2009年9月
- ラジズレ 東京タワー333（ラジオ日本）２０１０年７月〜２０１０年９月
- みんなで呼ぼう2016東京オリンピック
- みんなで呼ぼう2020東京オリンピック
- ビジュアル魂　びじゅ魂（ラジオ日本）2013年7月 - 9月

### 配信
- 2013年9月 ネット配信番組『ビジュアル☆NEXT 夢を掴め』メインパーソナリティ
- 東京タワーTV 2013年10月13日 ビジュネク メインパーソナリティ

## 番組制作作品
- 東京マラソン2012実況中継
- 第89回東京箱根間往復大学駅伝競走実況中継
- 岩間建二郎のサウンドドライバー
- 松井秀喜のゴジラの足音
- Jリーグワールド
- ヴェルディクラブ
- 中畑清の世の中なんでもクエスチョン
- トシ坊の歌とゴルフと仲間たち
- ラジオ日本ジャイアンツナイター